# Бюлов, Ханс фон
Барон Ханс Гви́до фон Бю́лов (нем. Hans Guido Freiherr von Bülow; 8 января 1830, Дрезден ― 12 февраля 1894, Каир) ― немецкий дирижёр, пианист, педагог и композитор.

## Биография
Ханс фон Бюлов происходил из мекленбургского дворянского рода. Учился игре на фортепиано с девяти лет у Фридриха Вика, затем у Цецилии Шмидель и Макса Эбервайна, композицию осваивал под руководством Морица Гауптмана. В 1846―1848, находясь в Штутгарте, познакомился с Иоахимом Раффом и другими известными музыкантами. В 1849 Бюлов присутствовал на концерте, которым дирижировал Рихард Вагнер, а год спустя ― на веймарской премьере «Лоэнгрина» под управлением Ференца Листа. Эти события оказали на Бюлова большое впечатление, и он принял решение бросить начатую было юридическую карьеру и серьёзно заняться музыкой. Он консультировался с Листом и брал частные уроки у Вагнера, по рекомендации последнего продирижировал в Цюрихе оперой Доницетти «Дочь полка». Отсутствие должных навыков, однако, привело к скорой отставке Бюлова, и он стал дирижёром небольшого оперного театра в Санкт-Галлене, где дебютировал с оперой К. М. Вебера «Вольный стрелок». Публика приняла Бюлова весьма хорошо, не в последнюю очередь благодаря тому, что он дирижировал на память, без партитуры.
В 1851 Бюлов стал учеником Листа в Веймаре, прекратив на время дирижёрскую карьеру. Он усердно совершенствовал своё мастерство, начал сочинять музыку и писать статьи. Лист называл Бюлова одним из величайших музыкальных феноменов, которые ему приходилось встречать. В 1855―1864 Бюлов преподавал в Берлине, выступал как пианист и вскоре получил место придворного капельмейстера в Мюнхене, где дирижировал премьерами опер Вагнера «Тристан и Изольда» и «Нюрнбергские мейстерзингеры». Именно Бюлов заложил основы современных традиций разучивания и постановки опер: индивидуальная подготовка певцов, прослушивание их по отдельности и в ансамблях, затем с фортепианным аккомпанементом, групповые репетиции оркестра, наконец, полные сценические «прогоны» (например, перед постановкой «Тристана» их было одиннадцать).
В 1869 году Бюлов покинул свой мюнхенский пост. Одной из причин стал разрыв с женой ― дочерью Листа Козимой, ушедшей к Вагнеру, другой ― проблемы при постановке «Золота Рейна», в которую постоянно вмешивался баварский король Людвиг II. Несмотря на натянутые отношения с Вагнером, Бюлов всегда уважал его как музыканта (однако никогда не приезжал на фестиваль в Байройт). С 1872 года Бюлов выступал как пианист, в частности, в Британии (1873) и США (1875―1876), где дал 139 концертов, включая премьеру Первого фортепианного концерта Чайковского в Бостоне. Бюлов стал одним из первых западноевропейских музыкантов, пропагандировавших творчество русского композитора.
1878―1880 годы Бюлов провёл на должности придворного капельмейстера в Ганновере, но ушёл с этого поста после ссоры с тенором Антоном Шоттом. В 1880―1885 годах он работал в Майнингене, где вывел местный оркестр на уровень одного из лучших в Германии. Близкий друг и почитатель творчества Брамса, Бюлов руководил первым исполнением его Четвёртой симфонии с этим оркестром. Бюлову принадлежит ряд реформаторских идей, в том числе введение в оркестр пятиструнных контрабасов и педальных литавр. Он был первым музыкантом, исполнявшим фортепианный концерт (Первый Брамса) и одновременно дирижировавшим оркестром. В 1882 он женился на актрисе Марии Шанцер, которая впоследствии написала его биографию и отредактировала переписку.
В последние годы жизни Бюлов много гастролировал (в том числе в Глазго в 1878 году и в Лондоне в 1888), преподавал в Консерватории Раффа в Гамбурге и Фортепианной школе Клиндворта в Берлине, выступал как приглашённый дирижёр. Начавшееся в начале 1890-х душевное расстройство вынудило его поселиться в частном пансионе, а из-за проблем с физическим здоровьем он отправился в Египет, где и умер в 1894 году. Похоронен на Ольсдорфском кладбище (Гамбург).

## Творчество
Бюлов ― один из наиболее выдающихся музыкантов XIX века. Его пианистическое искусство характеризовалось критиками как интеллектуальное, основанное на анализе и тщательном расчёте (за что Бюлова часто упрекали), однако не лишённое выразительности и страсти. Бюлов обладал огромной исполнительской энергией, так, в 1880 он несколько раз исполнял в одном концерте сразу пять поздних сонат Бетховена, а в 1889 в Нью-Йорке ― 22 сонаты за 11 дней. Наследие Бюлова-композитора включает в себя оркестровые и фортепианные пьесы, романсы, редакции фортепианных сочинений Баха, Бетховена, Вебера, Крамера и других композиторов.

## Образ в кино
- 1955 — «Волшебный огонь[англ.]», режиссёр Уильям Дитерле, в роли фон Бюлова — Эрик Шуман.